# شركة السكك الحديدية الكورية
شركة السكك الحديدية الكورية (هانغل: 한국철도공사) أو كوريل (بالإنجليزية: Korail)‏ هي الشركة المشغلة للسكك الحديدية الوطنية في كوريا الجنوبية. حاليًا كوريل مؤسسة عامة، تديرها وزارة الأراضي والبنية التحتية والنقل.

## التاريخ
تاريخيًا، كانت شبكة السكك الحديدية الكورية الجنوبية تدار من قبل مكتب إدارة السكك الحديدية التابع لوزارة النقل قبل عام 1963. وفي 1 سبتمبر 1963، أصبح المكتب وكالة تُعرف باسم السكك الحديدية الوطنية الكورية (KNR). في أوائل العقد الأول من القرن الحادي والعشرين، قررت حكومة كوريا الجنوبية تقسيم شركة KNR وتحويلها إلى شركة عامة.